# Grundarfjörður
Die Gemeinde Grundarfjörður (isl. Grundarfjarðarbær) liegt im Westen Islands in der Region Vesturland am namensgebenden Fjord Grundarfjörður. Der frühere Name der Gemeinde war Eyrarsveit.
Am 1. Januar 2023 hatte die Gemeinde 861 Einwohner, davon lebten 816 in der gleichnamigen Stadt, dem Hauptort der Gemeinde.

## Geografie

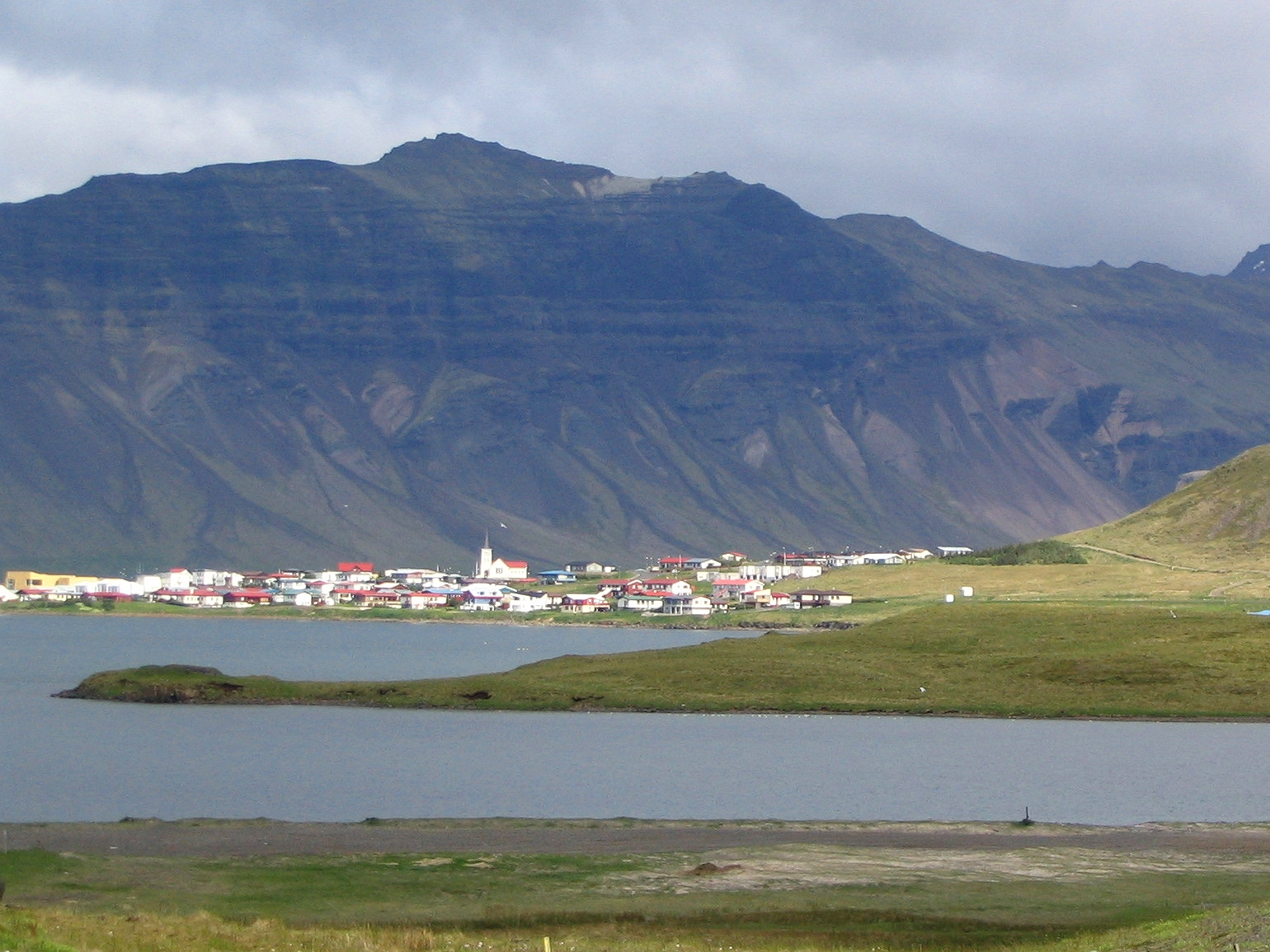
Grundarfjörður

Die Gemeinde Grundarfjörður wie auch ihr Hauptort liegen an der Nordküste der Halbinsel Snæfellsnes. Grundarfjörður liegt vor einem Küstengebirge, das teilweise alpinen Charakter hat. Dabei handelt es sich um den Gebirgszug Helgrindur mit seinem höchsten Gipfel Kaldnasi, der gleichzeitig Zentralvulkan des Vulkansystems Lýsuskarð ist. Am Fjord Grundarfjörður liegt vor der Stadt auf einer Halbinsel der Berg Kirkjufell, ein spitzer Gipfel, den Eiszeitgletscher von beiden Seiten zugeschliffen haben. Westlich der Stadt liegt das Kap Búlandshöfði, östlich liegt der Kolgrafafjörður.

## Geschichte

Kirche in Grundarfjörður

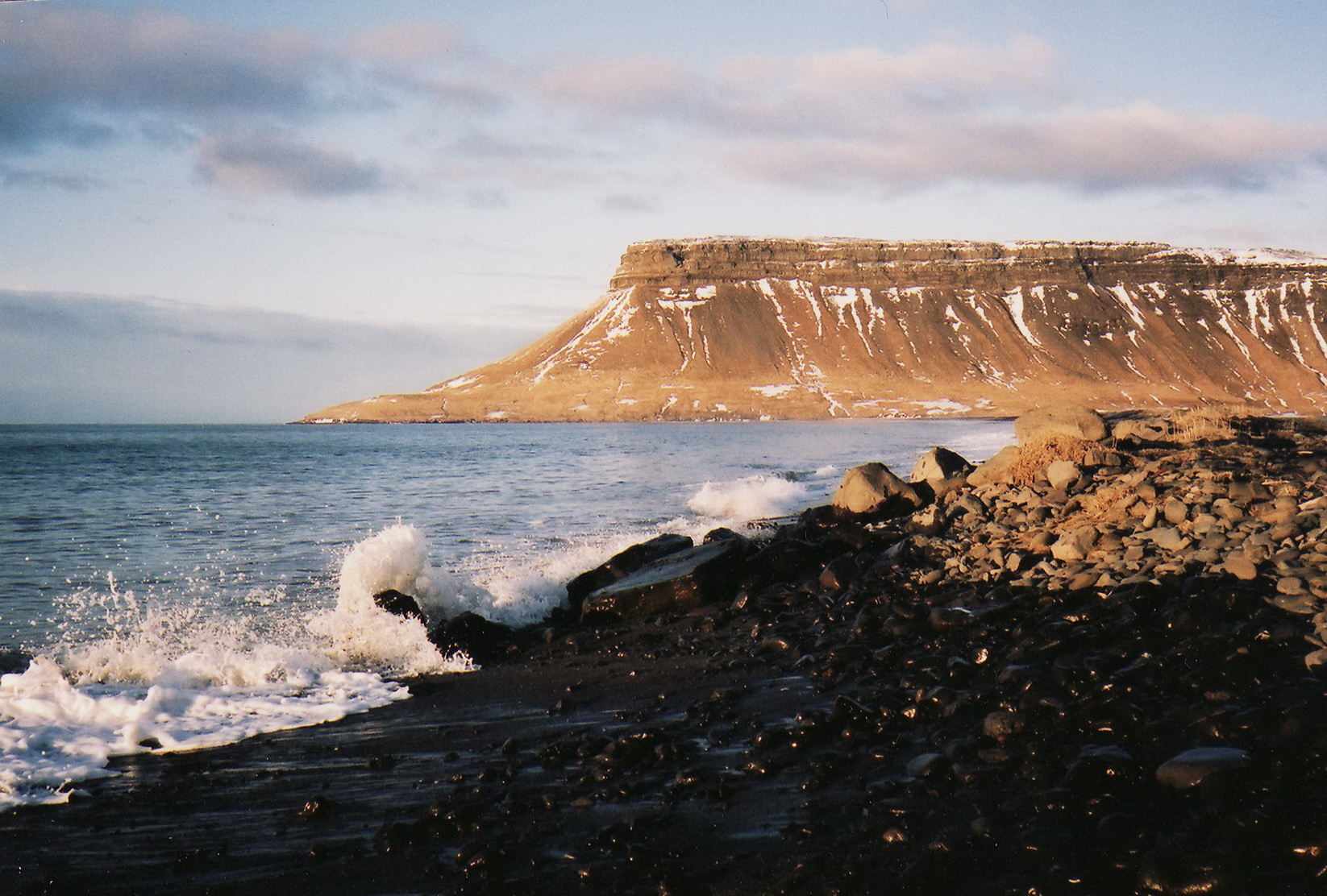
Halbinsel Stöðin westlich von Grundarfjörður

Im Landnahmebuch, dem Buch über die Besiedelung Islands im 9. und 10. Jahrhundert, wird von Herjólfur Sigurðsson berichtet, der sich das Land zwischen dem Kap Búlandshöfði und dem Fjord Kirkjufjörður zu eigen gemacht hätte. Man weiß nicht ganz genau, wo der Fjord Kirkjufjörður lag, aber man nimmt an, es habe sich um den heutigen Fjord Grundarfjörður gehandelt.
In der Eyrbyggja saga, einer der Isländersagas, die vor allem im nördlichen Snæfellsnes spielt, wird auch der Wikingersiedler Vestar erwähnt, der sich auf einer Halbinsel im Osten des Fjordes Grundarfjörður niedergelassen hätte. Seine Nachkommen lebten auf der Landzunge Öndverðareyri und wurden Eyrbyggjar genannt. Daher der Titel der Saga.
Der Ort Grundarfjörður entstand aus einer kleinen Ansiedlung, die sich zunächst während der dänischen Monopolwirtschaft (1601–1786) um eine Handelsniederlassung der Dänen herum gebildet hatte.
Nach Aufhebung des dänischen Handelsmonopols wurde Grundarfjörður 1786 das Handelsrecht zugesprochen. Daraufhin blühte der Ort etwas auf, dessen Name zunächst Grafarnes lautete. Der Hafen war relativ günstig und geschützt, allerdings damals nicht geeignet für hochseetüchtige Schiffe. Andere Verkehrsverbindungen gab es aber fast nicht. Nur einige Saumpfade führten über die Berge, die den Ort von allen Seiten einschließen. Diese Isolation führte wohl auch dazu, dass sich der dänische Verwaltungsamtmann nicht wie eigentlich geplant in Grundarfjörður niederließ.
Um 1800 hatten sich für eine Zeit lang Handel treibende und auf Fischfang fahrende Franzosen in Grundarfjörður niedergelassen, die sogar eine eigene Kirche und ein eigenes Krankenhaus errichteten sowie einen eigenen Friedhof anlegten. Sie hatten etwa 20 Fischerboote und verarbeiteten Kabeljau zu Klippfisch. Ende der 1860er Jahre brachen sie die Siedlung jedoch ab und nahmen alles mit in die Heimat, auch ihre Toten.
Ende des 19. Jahrhunderts wurde der Ort von Grundarkampur nach Grafarnes verlegt. Ab 1906 entstand in Grafarnes ein Fischerdorf. Ein Städtchen bildete sich dort ab 1940.
1953 strandete ein Fischerboot, die Edda GK, im Fjord. 8 von 17 Männern konnten mit Hilfe der Anwohner gerettet werden. Ein Denkmal von Árni Jónsson am Hafen erinnert an das Ereignis.
Seit 1963 befindet sich auch der Pfarrsitz in Grundarfjörður und aus diesem Grunde wurde eine Kirche errichtet.
Der Hafen wurde 1978 noch weiter ausgebaut, so dass er sich heutzutage sehr gut für die Fischerei eignet.
2006 wurde eine höhere Schule eröffnet.

## Namensgebung
Die ersten Handelsniederlassungen übernahmen den Namen des Fjordes. Aber nach der Verlegung nach Grafarnes, benützte man auch den Namen dieser Halbinsel (isl. nes = dt. Halbinsel, Landzunge; vgl. Snæfells – nes = Halbinsel des Schneeberges).
Etliche Gebäude standen auf einer anderen Landzunge namens Framnes. Auch dieser Name wurde bis etwa 1940 für den Ort gebraucht. Danach hieß der Ort Grafarnes oder Grundarfjörður, bis eine Volksabstimmung 1965 die Entscheidung für Grundarfjörður brachte.

## Kultur und Sehenswürdigkeiten
Die Gegend rund um Grundarfjörður ist bekannt für ihren Vogelreichtum. Am Meer brüten z. B. viele Eismöwen und man entdeckt im Sommer zahlreiche Austernfischer am Strand. Sandregenpfeifer stehen in den moorigen Niederungen. Und über allem schweben nicht selten einige der wenigen in Island noch lebenden Seeadler auf der Suche nach Beute. Die Region rund um Grundarfjörður ist ebenfalls für seinen Walreichtum bekannt. Im Winter und Frühsommer kann man hier insbesondere Schwertwale (Orcas) und Pottwale beobachten.
Im Ortszentrum befindet sich das Saga Centre, welches einige interessante Exponate über die Geschichte des Ortes beherbergt. Ausgestellt wird eine Nachbildung eines Geschäfts aus den fünfziger Jahren mit Kinderspielzeug, ein altes Fischerboot, zahlreiche alte Werkzeuge sowie eine Kanone von einem französischen Walfangboot, welches 1720 in der Nähe vom Kirkjufell gestrandet ist. Sehenswert ist ebenfalls die Fotoausstellung Bæringsstofa. Gezeigt werden Fotos des lokalen Fotografen Bæring Cecilsson (1923–2002), die den Alltag in der Stadt in alten Zeiten zeigen. Der Eintritt ist kostenlos.
Die bekanntesten Sehenswürdigkeiten Grundarfjörðurs sind der Berg Kirkjufell zusammen mit dem Wasserfall Kirkjufellsfoss. Es gibt aber noch einiges mehr zu entdecken.
- Grundarfoss – Der Wasserfall stürzt 70 Meter in die Tiefe und ist damit einer der höchsten Wasserfälle im Westen Islands.
- Die Kirche von Grundarfjörður, am 31. Juli 1966 nach über sechs Jahren Bauzeit eingeweiht, ist wegen ihrer bunten Glasfenster und ihrer in Deutschland gebauten Orgel bekannt.[2] Anbei befindet sich die Skulptur einer Fischersfrau von Steinunn Þórarinsdóttir.
- Die Steinskulpturen von Lúðvík Karlsson kann man in der ganzen Stadt entdecken, zudem kann man seine Werkstatt und Galerie besuchen.
- Am Hafen von Grundarfjörður gibt es Informationstafeln über die Entwicklung des Hafens und der heimischen Tierwelt.
- Eine lebensgroße Skulptur eines Orcas von Unnsteinn Guðmundsson soll auf diesen Tiere, die rund um Snæfellsnes leben, aufmerksam machen.[3]

Die 1892 errichtete Setbergskirkja, 5 km nordöstlich von Grundarfjörður gelegen, ist eine kleine Holzkirche ohne Turm oder Dachreiter, die nur 7,79 m lang und 6,45 m breit ist. Der Hof Setberg verfügte bereits im 12. Jahrhundert über eine eigene Kirche. Seit 1990 steht die Setbergskirkja, über deren Eingangstür die Jahreszahl 1892 zu sehen ist, unter Denkmalschutz. Das Altargemälde, das die Auferstehung Christi darstellt, wurde von dem dänischen Maler Anker Lund gestaltet, und die Kanzel wurde 1892 aus dem bemalten Holz einer älteren Kanzel einer anderen Kirche angefertigt. Auf dem Holz befanden sich fünf Schichten verschiedener Farben, und darunter in der innersten Schicht kamen die die Jahreszahl 1757 sowie eine Darstellung des Evangelisten Markus zum Vorschein. Nach der Restaurierung ist die Bemalung der innersten Schicht heute auf der Kanzel zu sehen. Nahe der Kanzel hängt ein Leuchter mit der Jahreszahl 1789. Anlässlich des hundertjährigen Bestehens der Kirche fanden eine Renovierung des Gebäudes sowie eine Bemalung des Innenraumes, der Bänke und der Fensterrahmen mit den ursprünglichen Farben statt.

## Wirtschaft und Infrastruktur
Noch heute leben die Einwohner hauptsächlich von Fischfang und -verarbeitung, aber auch von Handel und Tourismus.
Grundarfjörður bezieht bedeutende Einnahmen aus dem Fischfang, was man auch an den teilweise recht ausgefallenen Häusern sehen kann. Vor allem widmet man sich hier Fang und Verarbeitung von Kammmuscheln und Garnelen. Der Ort hat einen geschützten Hafen, vor dem inzwischen u. a. Kreuzfahrtschiffe stoppen.
Der Ort verfügt über etliche Dienstleistungseinrichtungen, darunter eine weiterführende Schule.
Die Verkehrsanbindung der Gegend ist gut, die Straeto-Regionalbuslinie 82 bietet Anschluss an den ÖPNV. Der Snæfellsnesvegur 54 überquert auf Brücken den Kolgrafafjörður und den kleineren Hraunsfjörður und führt weiter nach Stykkishólmur. Der Flugplatz Grundarfjörður liegt 8 km nördlich des Ortes.

## Einwohnerentwicklung
| Datum         | Einwohner |
| ------------- | --------- |
| 1. Dez. 1981: | 792       |
| 1. Dez. 1997: | 920       |
| 1. Dez. 2003: | 936       |
| 1. Dez. 2004: | 938       |
| 1. Dez. 2005: | 974       |
| 1. Dez. 2006: | 954       |
| 1. Dez. 2007: | 918       |
| 1. Dez. 2008: | 921       |

Grundarfjörður ist einer der wenigen Orte abseits der Hauptstadtregion in Island, deren Bevölkerungszahl in den letzten Jahren, zumindest bis 2005, angewachsen ist. Das hängt einerseits mit der Lukrativität des Fischfangs hier zusammen, andererseits mit einem Ausbau der Infrastruktur in den letzten Jahren. Danach lässt sich ein leichter Rückgang feststellen, mit einem unwesentlichen Ansteigen der Einwohnerzahl bis 2008.

## Städtepartnerschaften
Seit 2002 existiert im Andenken an die französische Vergangenheit der Gegend eine Städtepartnerschaft mit Paimpol in der Bretagne.
- Paimpol, Frankreich[7]

## Bildergalerie

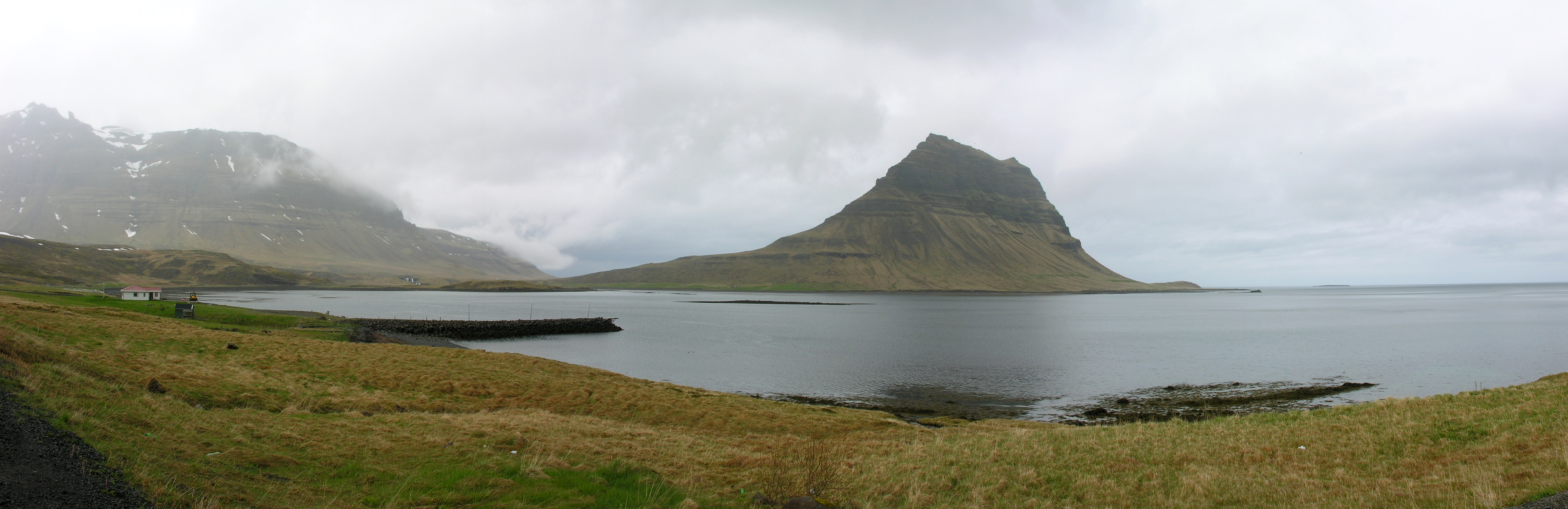
Kirkjufell
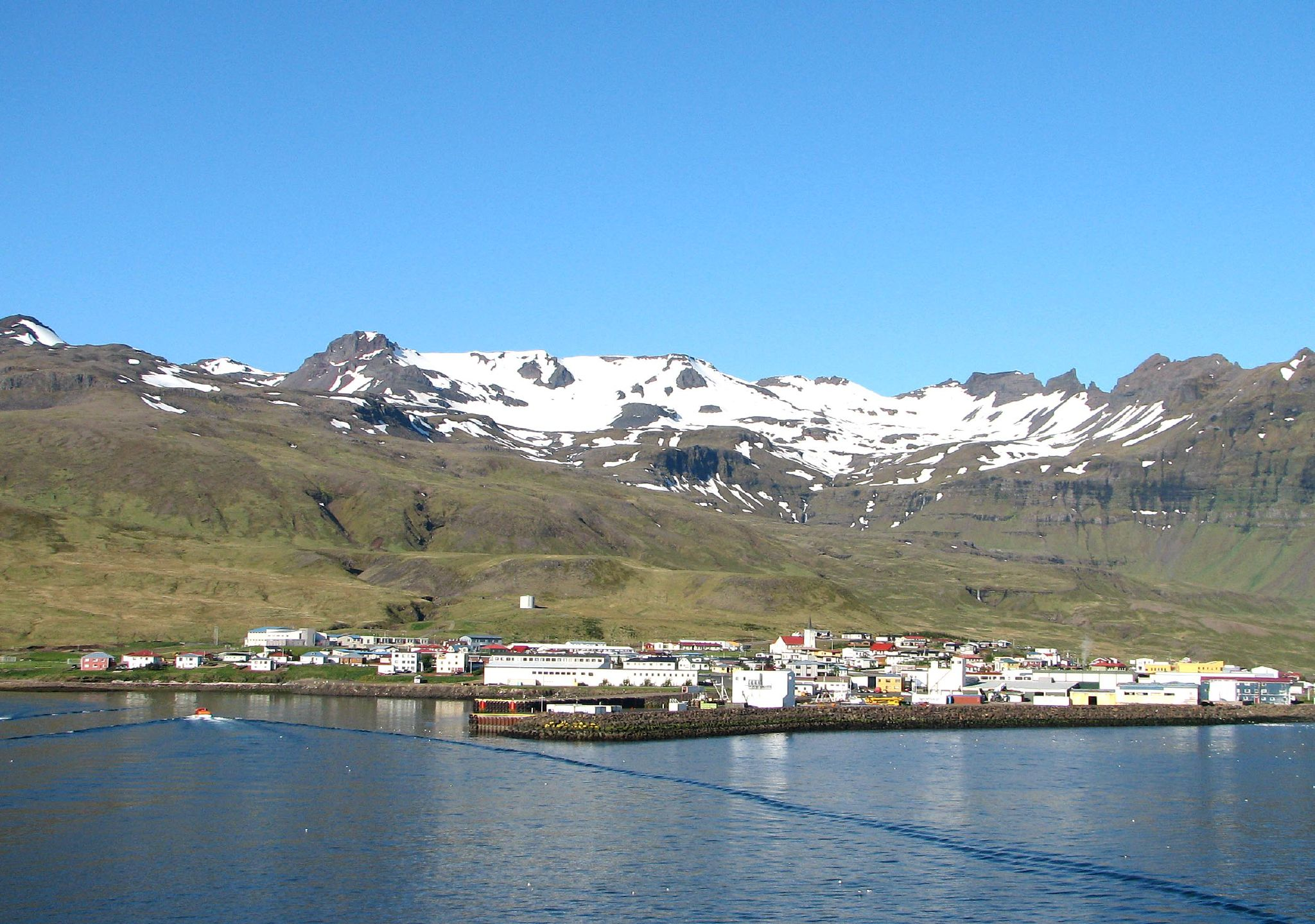
Grundarfjörður